# Kohei Kuroki
Kohei Kuroki (黒木 晃平 Kuroki Kohei?), född 31 juli 1989 i Kumamoto prefektur, är en japansk fotbollsspelare.
Kuroki började sin karriär 2010 i Sagan Tosu. 2013 flyttade han till Roasso Kumamoto.